# Denpasar
Denpasar er hovedstad og den største by i den indonesiske provins Bali med 670.210(2024) indbyggere. Byen er beliggende på den sydlige del af Bali. Denpasar er en stor turistdestination og hovedindgangsvej til Bali.
Væksten i turistindustrien har givet Denpasar den største vækstrate i Bali-provinsen. Indbyggertallet voksede fra 788.445(2010) til 670.210(2024). Det omgivende storbyområde har omkring to millioner indbyggere.[kilde mangler]